# Gunilla Iversen
Gunilla Iversen, född 2 juli 1941 i Stockholm, är professor emerita i latin vid Stockholms universitet. och konstnär

### Konstböcker
- Den långa vandringen från Le Puy-en-Velay till Santiago de Compostela, Stockholm 2020.
- Olivträd och andra existenser, Paintings by Gunilla Iversen, Stockholm 2019, 2020.
- I olivträdens landskap, Paintings by Gunilla Iversen, Poems by Benkt-Erik Hedin, Stockholm 2018.
- In the middle of the world - a village, Paintings by Gunilla Iversen, Poems by Benkt-Erik Hedin, Stockholm 2016.
- [Ithaka]   Paintings by Gunilla Iversen, Poems by Benkt-Erik Hedin, Stockholm 2016.
- Fragment och vattenglas, with Benkt-Erik Hedin, Galleri H, Stockholm 1991.
- I samma ljus, with Benkt-Erik Hedin, Tyresö kommuns kulturnämnd 1987.

### Vetenskapliga böcker
- Ars Edendi Lectures Series. Volume IV, edited by Barbara Crostini, Gunilla Iversen and Brian M. Jensen, Studia Latina Stockholmiensia 62, Stockholm University Press , 2016, 207pp.  <http://dx.doi.org/10>
- The Arts of Editing Medieval Greek and Latin Texts. A Casebook. Edited by Elisabet Göransson, Gunilla Iversen, Barbara Crostini, Brian M. Jensen, Erika Kihlman, Eva Odelman and Denis Searby, Studies and Texts 203, Pontifical Institute of Medieval Studies, Toronto 2016. 452 pp.
- Ars edendi. Att utge texter från Europas medeltid. Slutrapport från ett forskningsprogram, RJ: Skriftserie 11, Riksbankens Jubileumsfond. Stiftelsen för humanistisk och samhällsvetenskaplig forskning, Makadam förlag 2016. 117 pp.
- Corpus troporum XII, 1-2. Tropes du Gloria. Vol. 1, Introduction et édition des textes, Vol. 2, Aperçu des manuscrits, Studia Latina Stockholmiensia 61, Stockholm, 2014. vol 1, 428pp,  vol. 2, 438 pp, 32 Planches.  < http://su.diva-portal.org/smash/get/diva2:793115/FULLTEXT01.pdf>
- La Parole chantée. Invention petique et musicale dans le Haut Moyen Âge Occidental, avec Marie-Noël Colette, Temoins de notre histoire 18, collection dirigée par Pascale Bourgain, Turnhout: Brépols, 2014. 508pp.
- Laus angelica. Poetry in the Medieval Mass, Tournout: Brepols, 2010, 317 pp.
- Sapientia et eloquentia. Meaning and Function in Liturgical Poetry, Music, Drama and Biblical Commentary in the Middle Ages, edited by Gunilla Iversen and Nicolas Bell, Disputatio 11, Turnhout: Brepols, 2009. 555 pp.
- Chanter avec les anges. Poésie dans la messe médiévale: interprétations et commentaires, Les éditions du cerf, Paris, 2001. 330 pp.
- Hildegard av Bingen. Hennes liv. Hennes texter, (Inledning samt urval och översättning av de latinska texterna), Cordia, 1997.
- Corpus Troporum VII, Tropes du Sanctus. Introduction et édition critique, Acta Universitatis Stockholmiensis, Studia Latina Stockholmiensia 34, Stockholm 1990. 432 pp.
- Research on Tropes, Kungl. Vitterhets- Historie och Antikvitets Akademien, Konferenser 8, ed. Gunilla Iversen, Stockholm 1983.
- Corpus Troporum III, Tropes du propre de la messe, 2, Cycle de Pâques, Edition critique des textes par Gunilla Björkvall, Gunilla Iversen et Ritva Jonsson, Acta Universitatis Stockholmiensis, Studia Latina Stockholmiensia 25, Stockholm 1982. (377 pp.; GI: 127 pp).
- Corpus Troporum IV, Tropes de l'Agnus Dei. Edition critique suivie d'une étude analytique, Acta Universitatis Stockholmiensis, Studia Latina Stockholmiensia 26, Stockholm 1980. 349 pp.

### Studentlitteratur
- Europeisk kulturhistoria i ljuset av medeltida latinsk liturgi, Kompendium I-III, sammanställd av Gunilla Iversen, Institutionen för klassiska språk, Stockholms universitet, (1995) 2002, 2005.
- Omnibus - Ordkunskap för alla, (kap. 4, 5, 7, 9, 10, 11, 12, 13, 16, 17, and illustrations), Utbildningsradion 1983.

## Konstutställningar

### Separatutställningar
- 1984 Torshavn, Färöarna
- 1986 Galleri H, (Lars Hagman), Stockholm
- 1987 Tyresö Kulturnämnd, [Tyresö]
- 1990 Tyresö kommunbibliotek, Tyresö
- 1991 Galleri H, (Lars Hagman), Stockholm
- 1995 Galleri H, (Lars Hagman), Stockholm
- 1997 Postens Konstförening
- 2003 Center for Kunst og Kristendom, Köpenhamn
- 2007 Galleri Panorama Art, Stockholm
- 2007 Hôtel Chevillon, Grez-sur-Loing, Frankrike
- 2009 Trollbäckens bibliotek, Tyresö
- 2016 Kioni, Ithaka, Grekland
- 2017 Galleri 67, Gamla Stan, Stockholm
- 2018 Galleri 67, Västerlånggatan 67, Gamla Stan, Stockholm
- 2018 KonstRundan Tyresö: öppen ateljé,
- 2018 Regeringskansliets konstförening
- 2019 Galleri 67, Västerlånggatan 67, [Gamla Stan], [Stockholm]
- 2020 [Tyresö Slott]

### Samlingsutställningar
- Galleri Observatorium
- Galleri H
- Galleri Fenix
- Postens konstförening
- Tyresö Bibliotek
- Tyresö Konsthall
- Tyresö Konstrunda